# نافالوينغا
بلدية نافالوينغا (بالإسبانية: Navaluenga) هي بلدية تقع في مقاطعة آبلة التابعة لمنطقة قشتالة وليون وسط إسبانيا.

## الديموغرافيا
بلغ عدد سكان بلدية نافالوينغا 2.190 نسمة عام 2011 (وفقاً للمعهد الوطني للإحصاء الإسباني).
| 2.034 | 2.009 | 2.041 | 2.143 | 2.261 | 2.245 | 2.190 |